# Waqar Younis

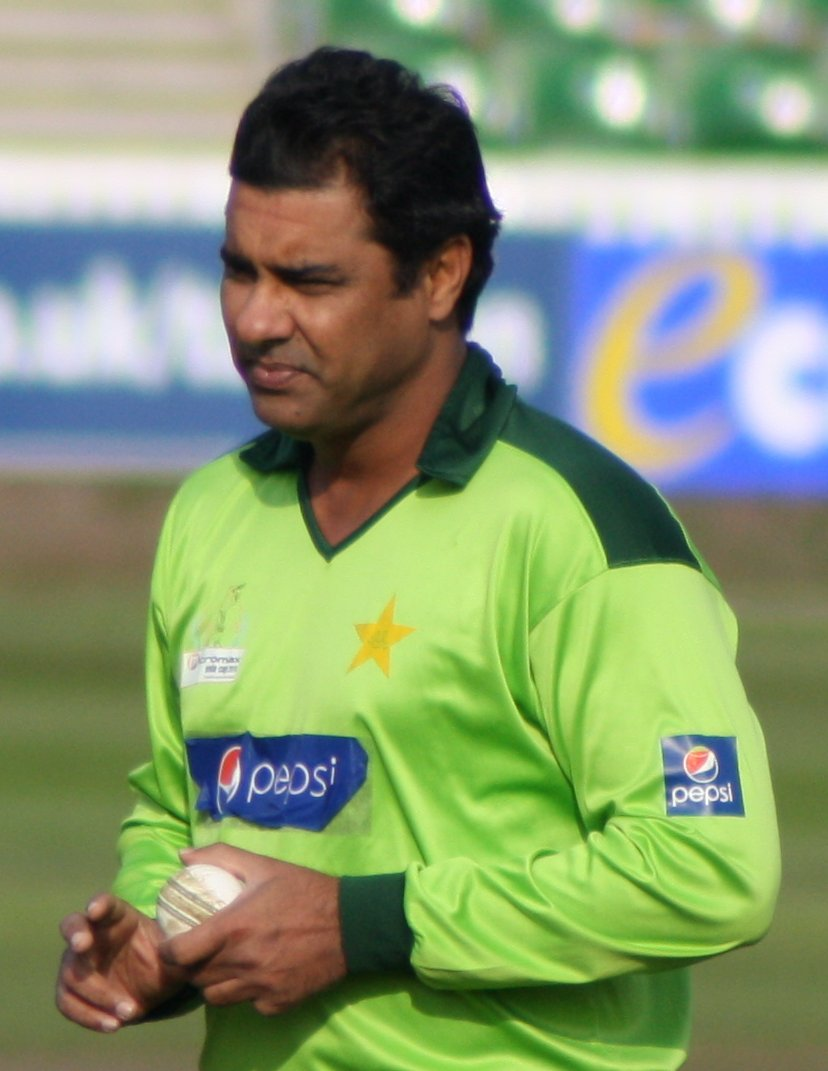
Waqar Younis

Waqar Younis Maitla (16 de noviembre de 1971) o وقار یونس (en panyabí) es un exjugador pakistaní de críquet y considerado como uno de los más grandes lanzadores. Hasta el momento tiene el récord de ser el capitán más joven de Pakistán y el tercer capitán más joven en la historia (22 años 15 días).